# 呂叔湘
呂 叔湘（りょ しゅくしょう、1904年12月24日 - 1998年4月9日）は、中国の言語学者、言語教育家。中国語の現代語文法および歴史文法に関する代表的な研究者。

## 生涯
呂叔湘は1904年、江蘇省鎮江府丹陽県に生まれた。名ははじめ「湘」、のちに「叔湘」。1926年に国立東南大学（現在の南京大学）の外国文学系を卒業し、蘇州中学で英語教師をしていたが、1936年にイギリスに留学し、オックスフォード大学で人類学を、ロンドン大学で図書館学を学んだ。
日中戦争が始まると、留学を途中で切り上げて1938年に帰国し、雲南大学、成都の華西協和大学、成都に疎開していた金陵大学で教えた。戦後は金陵大学が南京に戻ったため、ともに南京に移った。1948年からは上海の開明書店で働いた。
中華人民共和国の成立後は清華大学中文系の教授となった。1952年から中国科学院語言研究所の研究員となり、翌年副所長、1963年から1982年まで所長を務めた。
現代の普通話の規範的な辞典である『現代漢語詞典』は1958年以降に正式な編集をはじめたが、呂叔湘はその編集長だった。のちに主編は丁声樹にかわったが、途中に文化大革命をはさみ、正式版は1978年になってようやく商務印書館から出版された。文化大革命では五七幹部学校に入れられた。1971年に自宅に戻ったが、その後も文革中は沈黙を保った。文革後の1978年から1985年まで『中国語文』の編集長、1980年に中国語言学会が成立すると1985年までその会長を務めた。また『中国大百科全書』の語言文字の巻の主編でもあった。

## 主な著作
呂叔湘は1930年代以降中国語文法に関する論文を発表している。啓蒙的な著作も多い。
『中国文法要略』
- 商務印書館1942年・1944年、全3巻。1956年の修訂本で1冊にまとめられる。1982年重版。

1940年代に書かれた中国語文法書として、王力・高名凱のものと並び称される。本来中学教師用の参考書として書かれたため、例文は教科書から取られ、文言と口語の両方に対応している。王力のものと同様、オットー・イェスペルセンのランク理論を使っていることが1950年代に批判され、修訂本では自己批判した上で削除した。
『文言虚字』
開明書店1944年
- 文言の代表的な虚字の用法を示したもの。

『中国人学英文』
開明書店1947年
- もと開明書店の雑誌『中学生』に連載したもの。中国人にとって英語の何が難しいかを説いた啓蒙書。

『語法修辞講話』
（朱徳熙と共著）開明書店1952年
- 1951年に『人民日報』上に連載した一般向けの啓蒙的な文章をまとめたもの。

『漢語語法論文集』
科学出版社1955年。商務印書館1984年増訂本。
- 1940年代に発表した主に文法史に関する論文をまとめたもの。増訂本は収録内容が大きく異なる。

『語文常談』
生活・読書・新知三聯書店1980年
- 1964年から翌年にかけて月刊誌『文字改革』に載せた中国語全般に関する一般向けの文章をまとめたもので、対話形式で書かれている。

『漢語語法分析問題』
商務印書館1979年
- 1950年代以降に起きたさまざまな文法に関する論争に関し、諸説を比較し自らの判断を述べたもの。日本語訳あり（光生館）。

『現代漢語八百詞』
（呂叔湘主編）商務印書館1980年
- 現代中国語の文法的な語彙を集め、その用法を詳しく解説した辞典。日本語訳あり（現代出版、のち東方書店）。

『呂叔湘語文論集』
商務印書館1983年
『語文雑記』
上海教育出版社1984年
『近代漢語指代詞』
（江藍生補）上海学林出版社1985年
- 1940年代の原稿を基に江藍生が補ったもの。『漢語語法論文集』と並ぶ歴史文法に関する主著。

共著の作品にはほかに『現代漢語語法講話』（商務印書館1961年。1979年に重版）がある。1979年に趙元任の『A Grammar of Spoken Chinese』の部分的な中国語訳を『漢語口語語法』の題で出版している（1980年に香港で丁邦新による完全な翻訳『中国話的文法』が出版された）。
文法関係以外では、自らの丹陽方言を研究した論文がいくつかある。
- 『呂叔湘文集』（商務印書館1990年–1993年、全6巻）
- 『呂叔湘全集』（遼寧教育出版社2002年、全18巻）